# Honorio Machado
Honorio Machado Pérez (* 26. Juli 1982) ist ein venezolanischer Radrennfahrer.

## Karriere
Machado gewann während seiner Karriere mehrere Rennen des internationalen Radsportkalenders, darunter sieben Etappen der Vuelta a Venezuela und das Eintagesrennen Copa Federación Venezolana de Ciclismo. 2009 wurde er venezolanischer Meister im Straßenrennen.
In den Jahren 2006 und 2007 fuhr er in Europa für das Professional Continental Team Tenax. In seinem zweiten Jahr dort wurde er im Massensprint Dritter beim Klassiker Paris-Brüssel. 2010 gewann er das Straßenrennen der Männer bei den Zentralamerika- und Karibikspielen.

## Erfolge
| 2003 - eine Etappe Vuelta a Venezuela 2004 - eine Etappe Vuelta al Táchira 2008 - zwei Etappen Vuelta a Venezuela 2009 - Venezolanischer Meister – Straßenrennen - zwei Etappen Vuelta a Venezuela 2010 - Zentralamerika- und Karibikspiele – Straßenrennen | 2011 - eine Etappe Vuelta al Táchira - zwei Etappen Vuelta a Venezuela 2013 - eine Etappe Ruta del Centro 2014 - zwei Etappen Volta Ciclística Internacional do Paraná 2015 - Copa Federación Venezolana de Ciclismo |

## Teams
- 2006 Tenax Salmilano
- 2007 Tenax
- 2008 Katay Cycling Team
- 2009 Betonexpressz 2000-Limonta